# باشگاه فوتبال چنگدو رونگچنگ
باشگاه فوتبال چنگدو رونگچنگ (انگلیسی: Shanghai Port FC) یک باشگاه فوتبال در چنگدو، سی‌چوان، چین است.
این باشگاه در سال ۲۰۱۸ بنیان‌گذاری شده‌است.